# Očamčyra
Očamčyra (gruzínsky: ოჩამჩირე, abchazsky: Очамчыра, rusky: Очамчира) je černomořské přístavní město v jižní části Abcházie.Je to také administrativní centrum Okresu Očamčyra. Město založili v 5. století př. n. l. řečtí kolonisté pod názvem Gyenos. V sovětských dobách ve městě sídlila námořní brigáda pohraničních vojsk KGB. Očamčyra se po gruzínsko-abchazském konfliktu v 90. letech 20. století značně vylidnila kvůli útěku Gruzínů ze země. Podle sčítání lidu z roku 1989 žilo v Očamčyře 20 379 obyvatel, z toho 58,2 % gruzínské národnosti, roku 2004 pouze 4 702 obyvatel, především Abchazů. Značná část opuštěných domů je v dezolátním stavu.

## Partnerská města
- Bendery, mezinárodně neuznaná Podněsterská moldavská republika, Moldavsko
- Kostroma, Ruská federace